# Jacques Perrier
Jacques Pierre Perrier (Bagnoles, 12 de outubro de 1924) é um ex-basquetebolista francês que integrou a Seleção Francesa na conquista da medalha de prata disputada nos Jogos Olímpicos de 1948 realizados em Londres, no Reino Unido.